# مقبرة ملكة السماء
مقبرة ملكة السماء (بالأنجليزية: Queen of Heaven Cemetery) هي مقبرة رومية كاثوليكية في هيلسايد ، إلينوي، وهي ضاحية في ضواحي شيكاغو. تدير المقبرة أبرشية شيكاغو.
يقع فندق ملكة السماء على طرق وولف وروزفلت، بالقرب من طريق إيسنهاور السريع (الطريق السريع 290)، ويقع بجوار مقبرتين أخريين. إحداها مقبرة كاثوليكية أخرى تدعى مقبرة جبل الكرمل، والآخر هي مقبرة أوكريدج جلين أوكس.

## التاريخ
تم تكريس ملكة السماء في عام 1947. حافظت المقبرة على مكتبها الخاص حتى عام 1965، عندما تم دمج ها مع مقبرة جبل الكرمل المجاورة. حاليا، المقبرة يصل حجمها 472 أكر (1.91 كـم2) وهناك حاليا أكثر من 122451 شخص دفنوا هناك. هناك ما يقرب من 3215 دفن سنوية في ملكة السماء.
بالإضافة إلى القبور العادية، كانت ملكة السماء أول مقبرة في المنطقة بها أقسام ضريح ديني. أحد هذه المواقع هو «ضريح الأبرياء المقدسين»، حيث تم دفن ضحايا حريق مدرسة سيدة الملائكة عام 1958. في هذه الأقسام يمكن للعائلات شراء قطع الأراضي لجميع أفرادها دفعة واحدة، مع عدم تحمل أي رسوم مستقبلية.
ضريح ملكة السماء، المجاور للمقبرة، به 30000 سرداب و 64 محراب كولومباريوم. يوجد أيضًا مَجمع سرداب في الحديقة، به 25729 سرداب و 720 كوة كولومباريوم.
يضم مجمع ضريح ملكة السماء مساحة تتسع لأكثر من 33000 جثة، واعتبارًا من عام 2009، تم ملء حوالي 75 بالمائة منها. يوجد معرض ضخم من الزجاج الملون والتماثيل والخشب المنحوت والتماثيل من الرخام والبرونز والفسيفساء. تم تنفيذ الفن في الجناح الغربي للمبنى الرئيسي في الغالب بواسطة استوديوهات دبراتو في شيكاغو، مع مجموعة دولية من الفنانين / المصممين المعماريين، (بما في ذلك عدد قليل من منطقة شيكاغو) فنانين مثل : إيتالو بوتي، أنجيلو غيراردي (إيطاليا / الولايات المتحدة الأمريكية)، أورانو بوتاري (إيطاليا، الولايات المتحدة الأمريكية) ، لورانس كامبل (أيرلندا)، الأستاذ الفخري بيتر بانولو (أوك بارك إلينوي)، وعدد من الآخرين.

## أسماء بارزين

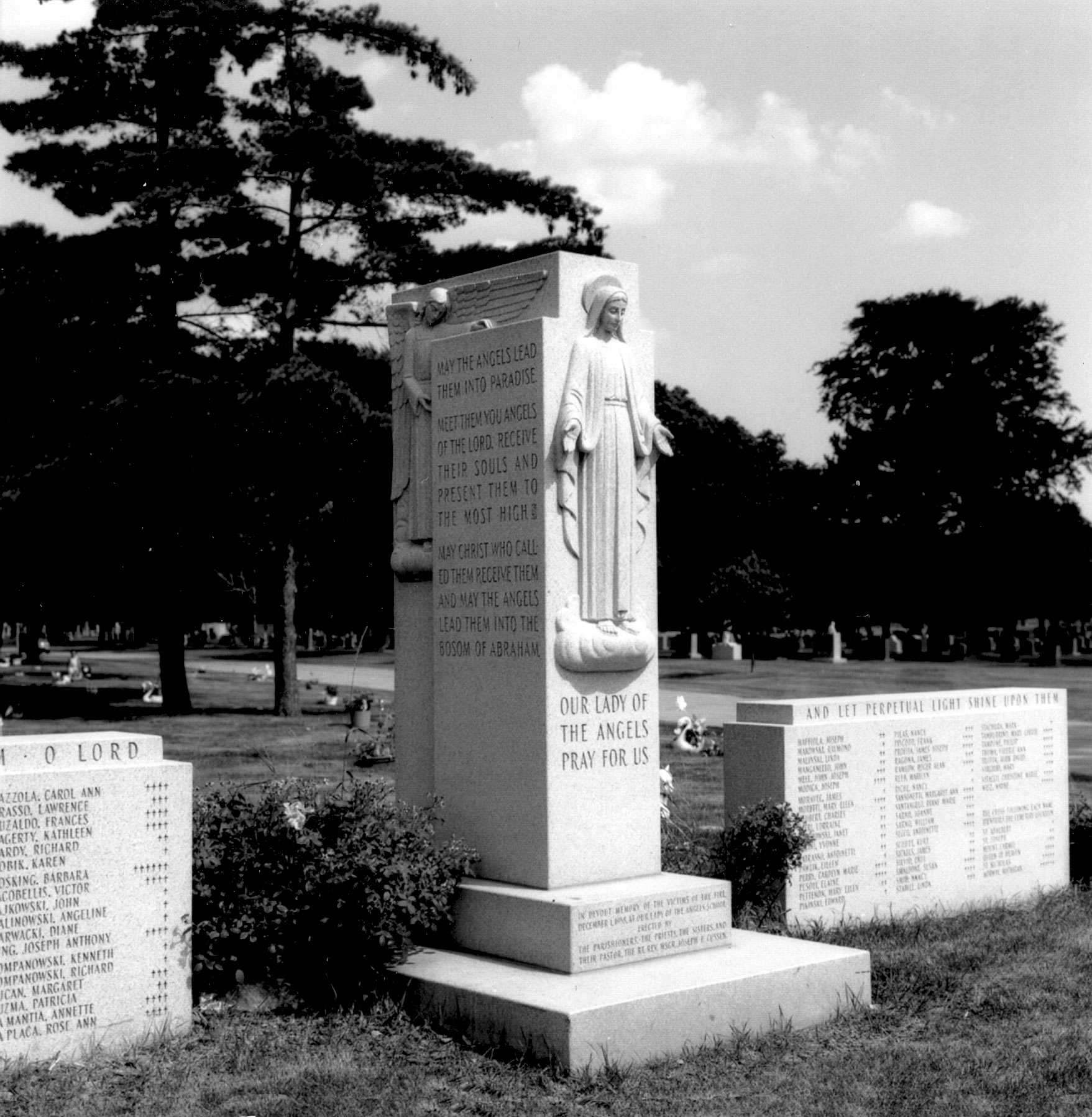
ضريح النصب التذكاري للأبرياء في مقبرة ملكة السماء

- فرانك أنونزيو - ممثل الولايات المتحدة
- جورج كيربي - ممثل كوميدي وانطباعي
- جورج بينكس - لاعب بيسبول
- ديك دروت - لاعب بيسبول
- نيك إيتين - لاعب بيسبول
- شيت بولجر - لاعب كرة قدم
- توماس أوبراين - سياسي
- دانيال جي. رونان - سياسي
- تشيت بولغر- لاعب كرة قدم
- جورج كيربي - ممثل
- أنجيلو بوفو - مصارع محترف ومروج مصارعة
- جوني ريجني - لاعب بيسبول
- إلمر فاسكو - لاعب هوكي
- بيل ويتكين - لاعب كرة قدم

### شخصيات الجريمة المنظمة
- توني أكاردو - رجل عصابة في شيكاغو[4]
- جوزيف أيوبا - أحد رجال العصابات في شيكاغو
- سام باتاليا - مساعد آل كابوني
- بول ريكا - رجل عصابة في شيكاغو[5]
- سام ديستيفانو - رجل عصابة في شيكاغو
- أنتوني سبيلوترو - رجل عصابة في شيكاغو

## روابط خارجية
- المقابر الكاثوليكية في شيكاغو